# Княщина (Смоленская область)
Княщина— деревня в Смоленской области России, в Дорогобужском районе. Расположена в центральной части области в 11 км к югу от Дорогобужа.
Население — 317 жителей (2007 год). Административный центр Княщинского сельского поселения.

## История
Известна как минимум с 1634 года (село князя Звенигородского). От титула хозяина и произошло название. Владельцами села в своё время были: князья Звенигородские, Салтыковы, князья Долгоруковы. В 1864 году построена школа.

## Экономика
Средняя школа, библиотека, медпункт.